# Motte d'Humbligny
Le Motte d'Humbligny (ou signal d'Humbligny) est un sommet du département français du Cher, en région Centre-Val de Loire.
La Motte d'Humbligny se situe sur le territoire de la commune du même nom. Atteignant l'altitude de 429 mètres, il s'agit du plus haut sommet des collines du Sancerrois, mais ne constitue pas le point culminant du département, lequel se situe au Magnoux et dépasse les 500 mètres sur la commune de Préveranges, environ 100 km plus au sud.